# 社外取締役
社外取締役（しゃがいとりしまりやく）は、株式会社の取締役であり、外部の視点により企業経営のチェック機能を果たす役割を持つ。
企業によっては日立製作所や東芝などのように、コーポレートガバナンス改革の一環として社外取締役を「取締役会議長」として取締役会の議事進行権を与えたり、指名委員会等設置会社で指名委員長に社外取締役を充てているケースがある。

## 概要
法律での定義が明確になったのは2002年（平成14年）の商法改正からである。期待される役割は、社内出身の役員が企業内部の論理を優先して株主にとって不都合な意思決定をすることがないかを客観的な立場で判断を行うことにある。また、社外の有益な知見を経営に取り入れることも期待される。
東京証券取引所は上場企業に適用する「コーポレートガバナンス・コード（企業統治指針）」で、2人以上の選任とプライム市場の上場企業には取締役会の3分の1以上を社外取締役することを要請している。会社法は上場企業での選任を義務付けている。その一方で、社外取締役制度が企業に定着するにつれ長期の在任も増えてきており、経営者との距離が近くなって独立性が損なわれるのではという懸念もある。

## 定義
以下の全てに該当するものをいう（会社法2条15号）。
1. 当該株式会社又はその子会社の業務執行取締役（株式会社の会社法363条第1項各号に掲げる取締役及び当該株式会社の業務を執行したその他の取締役をいう。以下同じ。）若しくは執行役又は支配人その他の使用人（以下「業務執行取締役等」という。）でなく、かつ、その就任の前10年間当該株式会社又はその子会社の業務執行取締役等であったことがないこと。
2. その就任の前10年内のいずれかの時において当該株式会社又はその子会社の取締役、会計参与（会計参与が法人であるときは、その職務を行うべき社員）又は監査役であったことがある者（業務執行取締役等であったことがあるものを除く。）にあっては、当該取締役、会計参与又は監査役への就任の前10年間当該株式会社又はその子会社の業務執行取締役等であったことがないこと。
3. 当該株式会社の親会社等（自然人であるものに限る。）又は親会社等の取締役若しくは執行役若しくは支配人その他の使用人でないこと。
4. 当該株式会社の親会社等の子会社等（当該株式会社及びその子会社を除く。）の業務執行取締役等でないこと。
5. 当該株式会社の取締役若しくは執行役若しくは支配人その他の重要な使用人又は親会社等（自然人であるものに限る。）の配偶者又は二親等内の親族でないこと。

なお、2014年（平成26年）の会社法改正により、社外取締役の要件が上述のように厳格化された。また、社外取締役等の責任制限については非業務執行取締役等を対象とするものに改められた（会社法427条1項）。2015年（平成27年）に発表されたコーポレートガバナンス・コードにより、上場企業は社外取締役を2人以上起用することが事実上義務化されている。
- 会社法は、以下で条数のみ記載する。

特別取締役による議決の定め
取締役会設置会社において、特別取締役による議決の定めをするためには、取締役のうち1名以上が社外取締役でなければならない（373条1項2号）。
監査等委員会設置会社における規定
監査等委員会設置会社においては、監査等委員である取締役は3人以上で、その過半数は社外取締役でなければならない（331条6項）。
指名委員会等設置会社における規定
指名委員会等設置会社における委員会では、その委員の過半数が社外取締役でなければならない（400条3項）。

## 商業登記
会社法下において社外取締役である旨の登記ができるのは、373条1項の規定による特別取締役による議決の定めがあるとき（911条3項21号ハ）又は委員会設置会社であるとき（911条3項22号イ）もしくは427条1項の規定による社外取締役が負う責任の限度に関する契約の締結についての定款の定めがあるとき（911条3項25号）の場合に限られる（2006年3月31日民商782号通達第2部第3-5(2)ア（ア）なお書）。登記記録の例については2006年4月26日民商1110号依命通知第4節第5-5・同第5-6・同第5-8を参照。
2006年（平成18年）5月1日の会社法施行前、株式会社の取締役が社外取締役である場合、社外取締役である旨は絶対的登記事項であった（旧商法188条2項7号ノ2）。当該会社が会社法施行時に上記の社外取締役である旨の登記ができない会社であった場合でも、当該社外取締役の任期中に限り、社外取締役である旨の登記を抹消しなくてよいとされた（会社法の施行に伴う関係法律の整備等に関する法律113条7項）。

## 諸問題

### 利益相反
日本では、四大法律事務所など大手事務所の場合、取引企業の利益相反にあたるため、所属する弁護士の派遣には慎重な姿勢である。理由は、本業である顧客企業と社外取締役として派遣された先の企業が競合関係にある場合、利害関係がぶつかることになるためである。海外の大手法律事務所の場合、他の上場会社の社外取締役に就任することは所内規則で禁止している場合が多い。

### 天下り
日本では、総務、財務、経産、外務、法務・検察の有力OBが社外取締役に天下りする傾向がある。「仕事は少なく」「実入りは多く」「責任は限定的」（損害賠償などの免責範囲が広い）なことが背景にある。